# Železniční trať Ústí nad Labem – Chomutov
Železniční trať Ústí nad Labem – Chomutov je dvoukolejná, elektrizovaná železniční trať, součást celostátní dráhy. Její součástí je Mostecký a Ervěnický koridor v úseku Most–Chomutov. Trať byla postavena s přestávkami mezi lety 1856–1870 společností Ústecko-teplická dráha pro dopravu uhlí z Mostecké pánve a osobní dopravu napříč českou stranou Podkrušnohoří. Později byla i zdvoukolejněna a zkapacitněna pro zvýšení objemu dopravy. Pro odlehčení provozu na přetížené hlavní trati mezi Ústím nad Labem a Teplicemi vznikla v letech 1872–1874 další jednokolejná trať z Trmic do Bíliny, vedená údolím řeky Bíliny. Koncem 19. století šlo o jednu z nejvytíženějších tratí v celém Rakousku-Uhersku.
Od počátku šedesátých let 20. století probíhala elektrizace trati – v první etapě byl roku 1963 otevřen úsek Ústí nad Labem – Most – Třebušice. Chomutova elektrizace dosáhla až roku 1989. Mezitím byly vybudovány také četné přeložky, při kterých trať ustoupila povrchové těžbě uhlí.
V současnosti (2017) je trať zatížena silnou osobní dopravou, obsluhující velká města na trase. Kromě osobních vlaků jsou v provozu také rychlíky linky Praha – Ústí nad Labem – Cheb. Spolu s nimi spojnici využívá množství nákladních vlaků, přepravujících zejména hnědé uhlí, vytěžené v okolí, a ropné produkty z rafinerie Unipetrol RPA v Záluží u Litvínova.
V jízdním řádu pro cestující je trať označena číslem 130. Od 14. prosince 2014 byl k této trati připojen ještě navazující úsek Chomutov – Klášterec nad Ohří, do té doby uváděný v jízdním řádu jako úsek trati 140.

## Historie

### První plány
Trať z Ústí nad Labem do Chomutova je nejstarší železniční tratí v podkrušnohorském regionu. Již od konce 18. století v této oblasti probíhala intenzivní těžba hnědého uhlí, které se stalo důležitou energetickou surovinou. Počátkem 50. let 19. století se proto začaly objevovat snahy o zefektivnění přepravy této komodity s využitím právě se rozvíjející železnice. Tak vznikla společnost Ústecko-teplická dráha (v češtině používána zkratka ÚTD, v němčině, tehdy úřední řeči, název zněl Aussig-Teplitzer Eisenbahn, zkratka ATE). Podnik měl hlavní sídlo v Teplicích (Teplitz) a byl tvořen převážně německým kapitálem, jenž složili místní průmyslníci, podnikatelé a německé banky.

### Stavba trati a provoz do první světové války

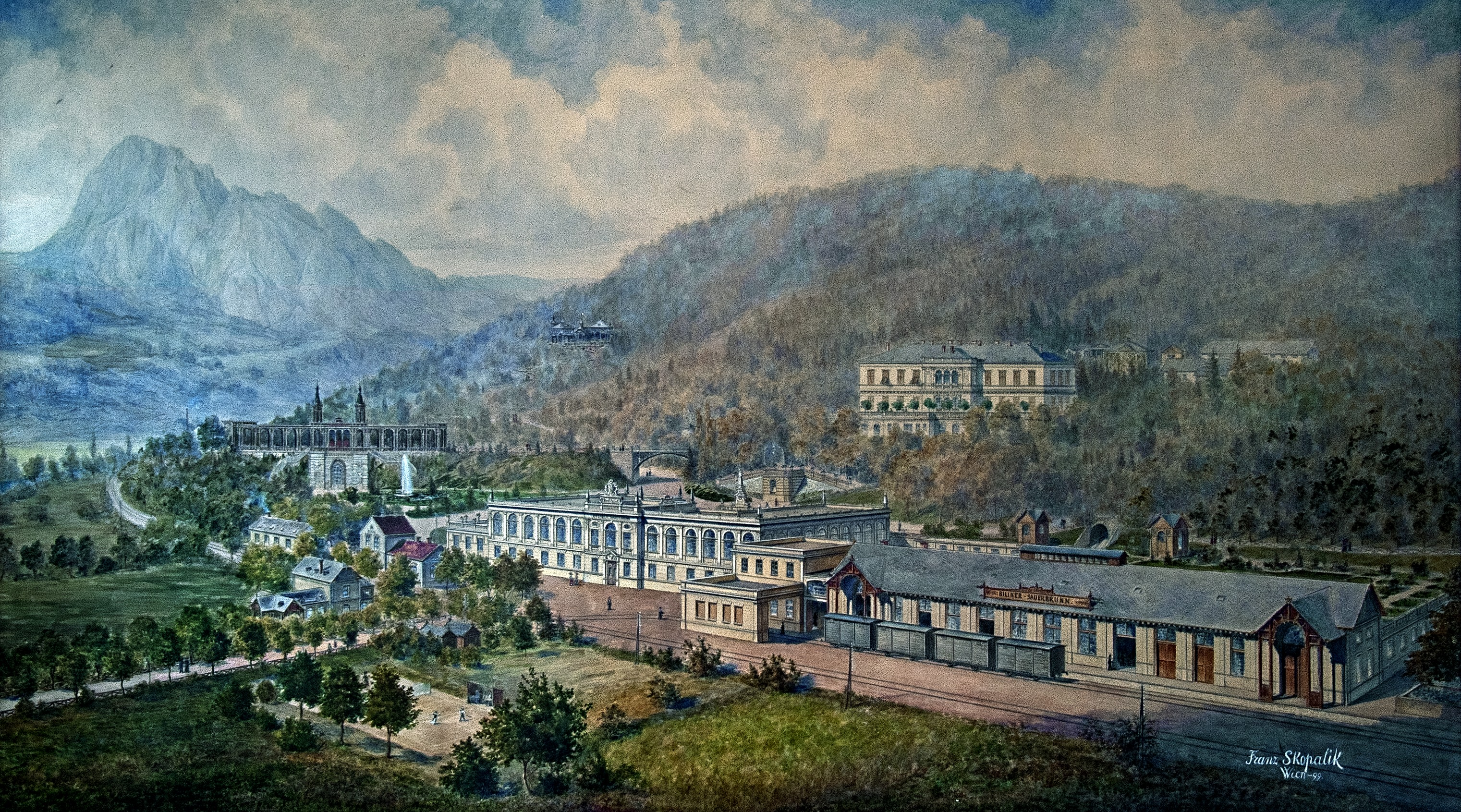
Nádraží v Bílině kyselce koncem 19. století

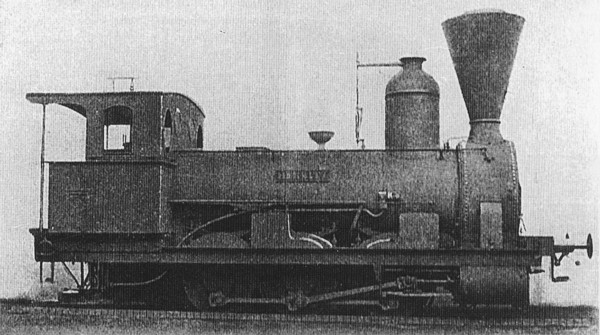
Lokomotiva řady IIb, sloužící na trati od roku 1870

Prvním projektem společnosti ATE byla stavba trati z Ústí do Teplic, po níž by bylo dopravováno uhlí těžené v okolí Chabařovic do přístavu v Ústí nad Labem. Kromě toho měla sloužit i pro osobní spojení obou měst. Stavba započala po udělení koncese zemským sněmem (2. srpna 1856) ještě téhož roku a slavnostní otevření tratě pro osobní dopravu se uskutečnilo již 20. května 1858, před lázeňskou sezónou. Nákladní doprava byla zahájena až od 8. července. Své nádraží si dráha zřídila na jihozápadním okraji Ústí (dnešní západní nádraží), aby nekolidovala s nádražím Severní státní dráhy, která již provozovala hlavní trať z Prahy do Podmokel-Děčína. Zde bylo postaveno i depo pro opravy a odstavování lokomotiv. Od počátku bylo v plánech prodloužení trati směrem k Bílině a dále na západ, kde se nacházela další uhelná ložiska; samotná stavba procházela realizací postupně od poloviny 60. let v úsecích Teplice–Duchcov (dnešní staré nádraží, 1867) a Duchcov – Most – Chomutov (1870). Záhy po dokončení se však zjistilo, že poměrně pomalá jednokolejná trať potřebám provozu nestačí a roku 1871 proto byla v úseku Ústí – Teplice dostavěna druhá kolej. Později dostal další kolej i úsek Teplice – Duchcov, zbytek trati do Chomutova prošel zdvojkolejněním teprve v roce 1889. V Ústí nad Labem vyrostlo rozsáhlé seřaďovací nádraží; jeho otevření proběhlo roku 1874 a ve své době se stalo největším v celé monarchii. Koncem 19. století zde bylo roztříděno přes 360 000 vozů ročně.
Mezitím bylo rozhodnuto postavit ještě druhou trať, vedenou údolím řeky Bíliny přes Úpořiny do stejnojmenného města, kde se napojovala na starší trať a odlehčila tak přetížené trati přes Teplice. Zároveň tím získaly železniční spojení i obce v bílinském údolí. V poslední čtvrtině 19. století projelo po obou tratích dohromady až 100 nákladních vlaků denně. Dnes je tato trať vedena v jízdním řádu pod číslem 131.
Na nové tratě byly zakoupeny první parní lokomotivy v zavedených lokomotivkách Borsig v Berlíně a Sigl ve Vídeňském Novém Městě. Šlo o řady Ia a IIa v počtu 4 a 5 kusů, na které později navázaly typy IIIa a IIb od firem Hartmann a Sigl. Později firma, především pro tuto trať, nakupovala další moderní lokomotivy (označované dle vlastního systému římskými číslicemi); vrcholem se staly stroje řady If, dodané v roce 1906 v počtu tří kusů. Tyto rychlíkové tendrovky vyrobila opět lokomotivka z Vídeňského Nového Města. Byly používány na spojích Praha–Chomutov (ve spolupráci s Buštěhradskou dráhou, se kterou ATE poměrně dobře vycházela), kde se osvědčily a díky své pokrokovosti a spolehlivosti poté sloužily ještě dlouhá léta u Československých státních drah (ČSD).

### Zestátnění ATE
Pro svoje vysoké provozní zisky (z velké části dané lukrativními přepravami uhlí) a obrovský kapitál byla ATE po mnoho let jednou z nejstabilnějších železničních společností v Rakousku-Uhersku. Výrazně kladná ekonomická bilance jí dovolovala nakupovat nejmodernější lokomotivy i traťová zařízení, o kterých u jiných společností nemohlo být řeči. Přečkala bez újmy všechny zestátňovací vlny a před vypuknutím první světové války se ocitla mezi posledními stále existujícími soukromými železničními společnostmi. Její zestátnění proběhlo až za samostatného Československa, kdy již hospodařila se ztrátou a zestátnění bylo proto finančně méně náročné; v platnost vstoupilo k prvnímu dni roku 1923, kdy veškeré tratě (včetně trati Ústí nad Labem – Chomutov), vozidla a zařízení převzaly Československé státní dráhy. Státu firma zanechala zhruba 250 km tratí, 147 lokomotiv a několik tisíc vagonů.

### První republika
Nový provozovatel v podstatě pokračoval v podmínkách, které vytvořil původní majitel – po hlavní dvojkolejné trati i „pomocné“ jednokolejce bylo dopravováno uhlí z mnoha místních dolů (nakládáno bylo především ve stanicích Chabařovice, Teplice, Duchcov, Mariánské Radčice a Most) a stranou nezůstávaly ani další produkty (např. dřevo, stavební kámen a další). Pro dopravu osob mezi důležitými městy podél trati sloužil velký počet osobních vlaků a rychlíky, vedené v relaci (Praha–) Ústí nad Labem–Cheb, s přímými vozy dokonce až do Jáchymova. Takto provoz probíhal až do konce třicátých let, kdy po odstoupení Sudet trať přešla do provozu německých Deutsche Reichsbahn (DR).

### Německá epizoda

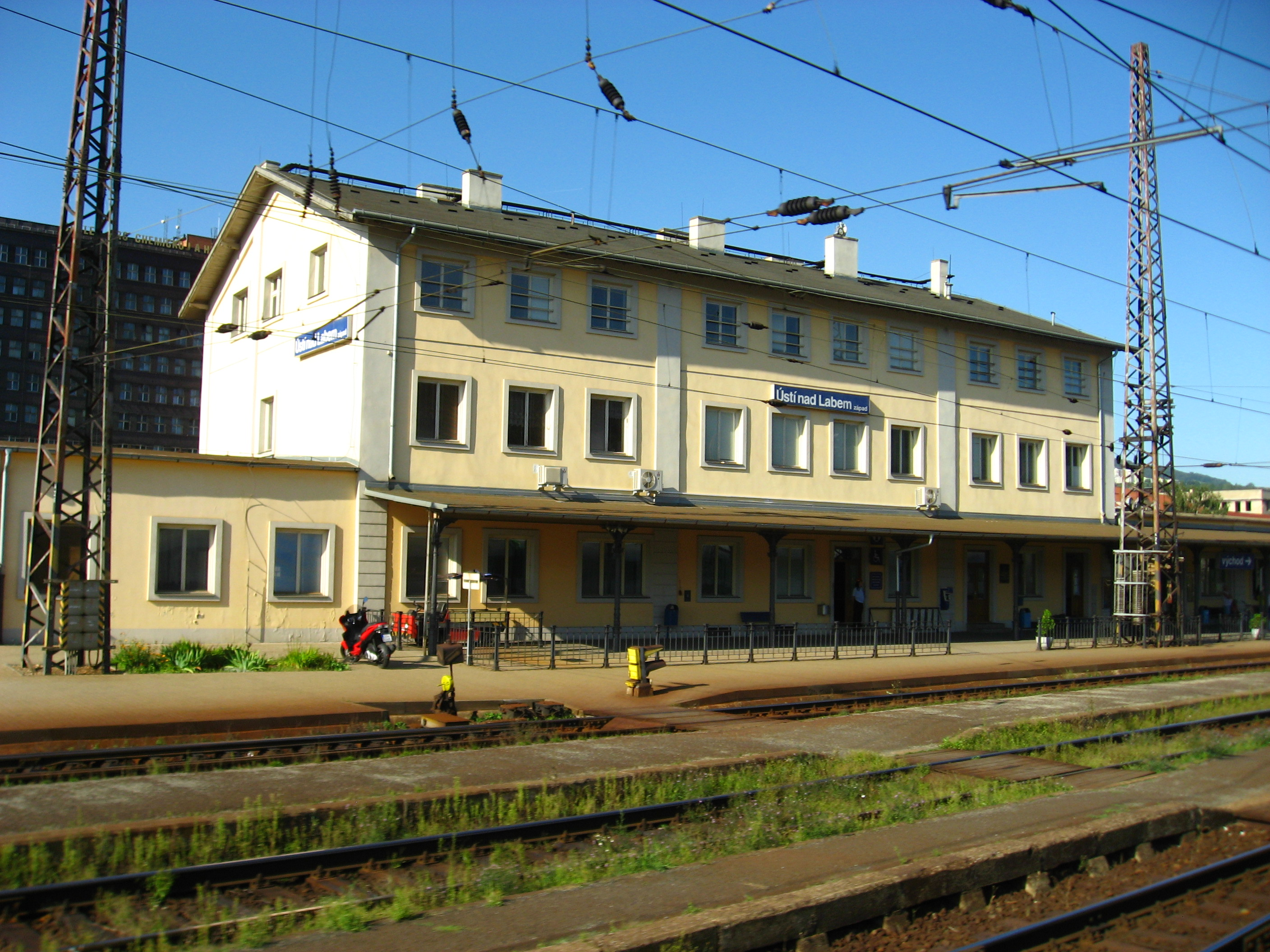
Ústecké západní nádraží

DR, zajišťující provoz od roku 1938, po začátku druhé světové války razantně omezily osobní dopravu, jelikož přednost měla přeprava vojáků a strategických surovin, mezi něž patřilo i místní uhlí. Počet osobních vlaků klesl na minimum a ke konci války už nebyly provozovány téměř žádné spoje (především kvůli nedostatku paliv). Koncem třicátých let Němci zahájili v Záluží u Litvínova stavbu zcela nové rafinerie; tím vyrostl další průmyslový podnik, jenž využíval ve velké míře služeb železnice. K samotné chemičce byla postavena i vlečka, odbočující u stanice Most, a rozsáhlé předávací kolejiště. První vlak s benzínem vyjel z rafinerie 15. prosince 1942. Květen 1945 přinesl osvobození a trať se opět vrátila do péče ČSD, které na ní však musely provést opravy (po častém bombardování nezůstaly ušetřeny ani některé drážní objekty a zařízení).

### Poválečná léta a socialismus
Po nástupu KSČ k moci v únoru 1948 se stal severočeský těžařský průmysl jedním z nejdůležitějších státních průmyslových odvětví a byla mu proto věnována náležitá pozornost. Krátce poté přišlo rozhodnutí o rozšíření těžby i povrchovým způsobem a trať se stala jednou z potenciálních překážek k cenné surovině. Jediným řešením byla stavba přeložek, které by umožnily přístup k dalším zásobám uhlí, skrývajícím se často přímo v místech, kudy vedla stará trať. Roku 1961 byla také postavena spojka mezi stanicemi Teplice lesní brána a Oldřichov u Duchcova, umožňující přímé napojení trati z Děčína do oldřichovského uzlu.

#### Přeložky
Tak začala na počátku padesátých let stavba první z pozdějších mnoha přeložek – nejprve došlo k výstavbě provizorní trati mezi Mostem a Želenicemi, umožnivší jízdu bez nutnosti úvrati v Obrnicích. Otevřena byla roku 1950, ale již po deseti letech byla opět snesena, aby ustoupila další, již definitivní úpravě trati. Dne 10. října 1954 se rozjely vlaky po dalším novém úseku mezi Třebušicemi a Vrskmaní, zatímco původní trať pohltil pozdější lom Vršany. I tento úsek se přestavoval dvakrát – pro pokračování další těžby nevyhovovala ani „nová“ trať a v sedmdesátých letech začala výstavba zcela pozměněné trati, vedoucí souběžně s dnešní silnicí I/13, známé jako Ervěnický koridor (podle nedaleké obce Ervěnice, která v těchto místech stávala). První část k Širokému vrchu byla hotova na jaře 1979 zbytek trati až k Jirkovu teprve roku 1984.
Další přeložky vznikly i v bezprostředním okolí Mostu (tzv. Mostecký koridor, do provozu předáno 1968), mezi Oldřichovem a Duchcovem a jedna z posledních úprav se udála v roce 1982, kdy byla provedena rozsáhlá přestavba úseku mezi Trmicemi a Bohosudovem a nová trať je tak vedena přes odbočku Hrbovice (mimo Trmice). V Chabařovicích kvůli tomu vyrostlo nové nádraží zcela mimo obec. Díky těmto úpravám trati celková délka trati narostla – původní vzdálenost mezi Ústím a Chomutovem se z 65 kilometrů zvýšila na současných 71.

#### Elektrizace

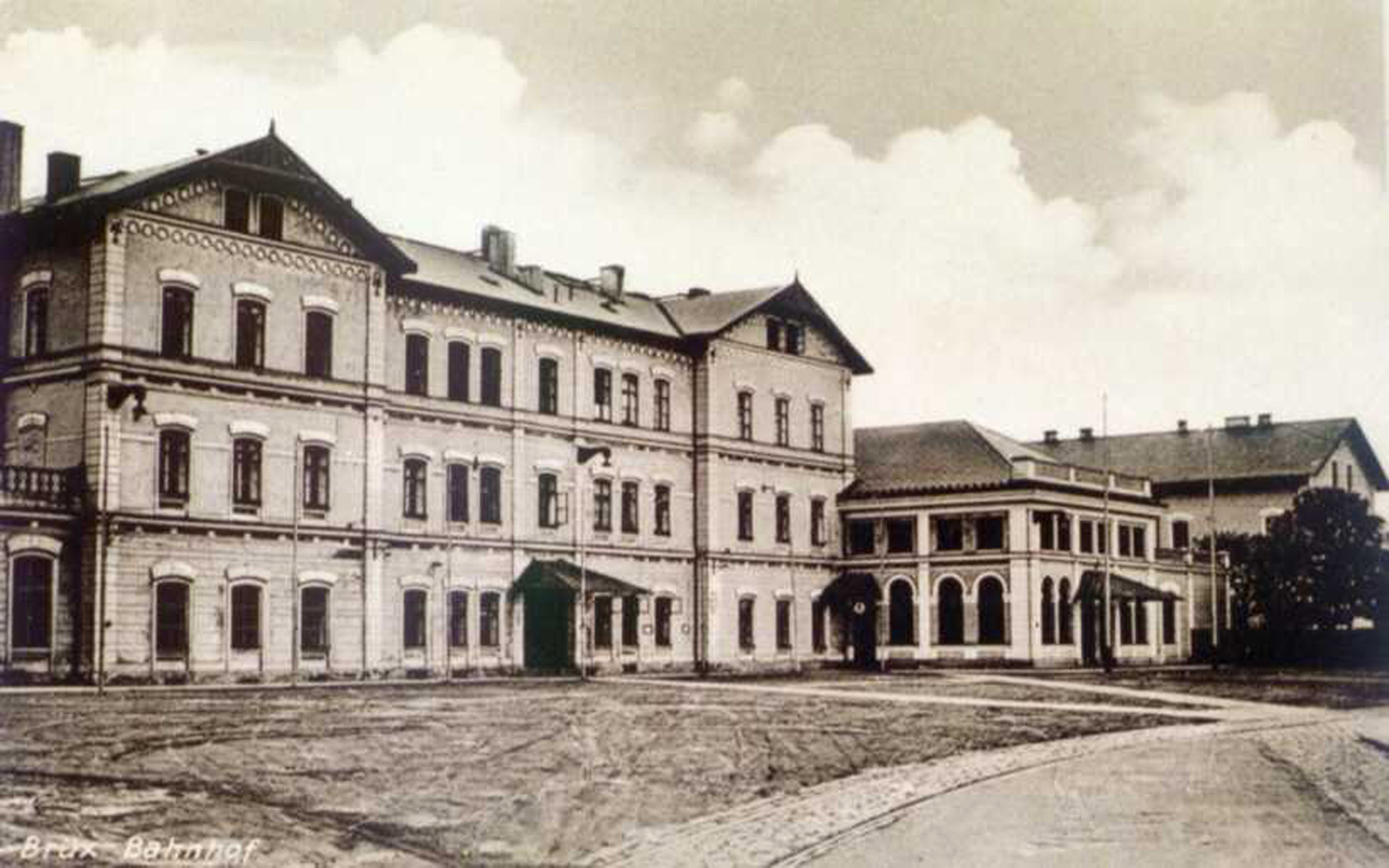
Staré nádraží v Mostě

Poválečná elektrizace mnoha tratí v celém Československu se nevyhnula ani tomuto regionu a již v roce 1959 byla odsouhlasena elektrizace trati z Ústí nad Labem do Mostu a Třebušic, aby umožnila efektivnější odvoz uhlí a také obsluhu rafinerie v Záluží. Provedena byla standardní stejnosměrnou soustavou 3 000 V, v té době v tuzemsku plošně zaváděnou. První elektrický vlak přijel do Mostu v září 1963 a následující měsíc začal pravidelný provoz v nové trakci. Paradoxní je, že na některých částech trati takto sloužilo trakční vedení pouze necelých pět let, jelikož roku 1968 byly provedeny rozsáhlé přeložky v okolí Mostu a Bíliny (viz výše), spojené se stavbou zcela nových úseků. Jako první zde sloužily tehdy zánovní lokomotivy řady 121 (E 469.1) ústeckého depa, později dopravu ovládly novější typy 122 a 123 (E 469.2, 3), dodávané v letech 1967 a 1971. Tyto stroje zajišťovaly osobní i nákladní dopravu až do dodávek nových lokomotiv řady 163 (E 499.3) v polovině osmdesátých let.
Objem přeprav uhlí během 60. let stále stoupal a i dvojkolejná elektrizovaná trať, navíc zatížená poměrně hustým provozem osobních vlaků, přestávala kapacitně stačit. Uvažována byla dostavba třetí koleje v celém úseku mezi Ústím a Mostem, nakonec však zvítězilo jiné řešení – elektrizována byla i souběžná trať přes Úpořiny, na které byla předtím zastavena osobní doprava a nahrazena autobusy. Tato trať disponovala druhou kolejí již od roku 1958, což umožňovalo dále zvyšovat přepravní kapacitu. Elektrický provoz zde započal 27. října 1967 a část nákladních vlaků byla nově vedena po této trase, aby uvolnila přetíženou hlavní trať. Třetí kolej byla nakonec dodatečně dostavěna pouze v úseku Bílina – Odbočka České Zlatníky a uvedena do provozu v roce 1979.
Jako poslední se elektrizace dočkal úsek Třebušice – Chomutov; proběhla zde mnohem později, po dokončení a stabilizaci Ervěnického koridoru. Vlaky elektrické trakce se tu poprvé rozjely teprve 5. prosince 1989.

#### Přestavby stanic

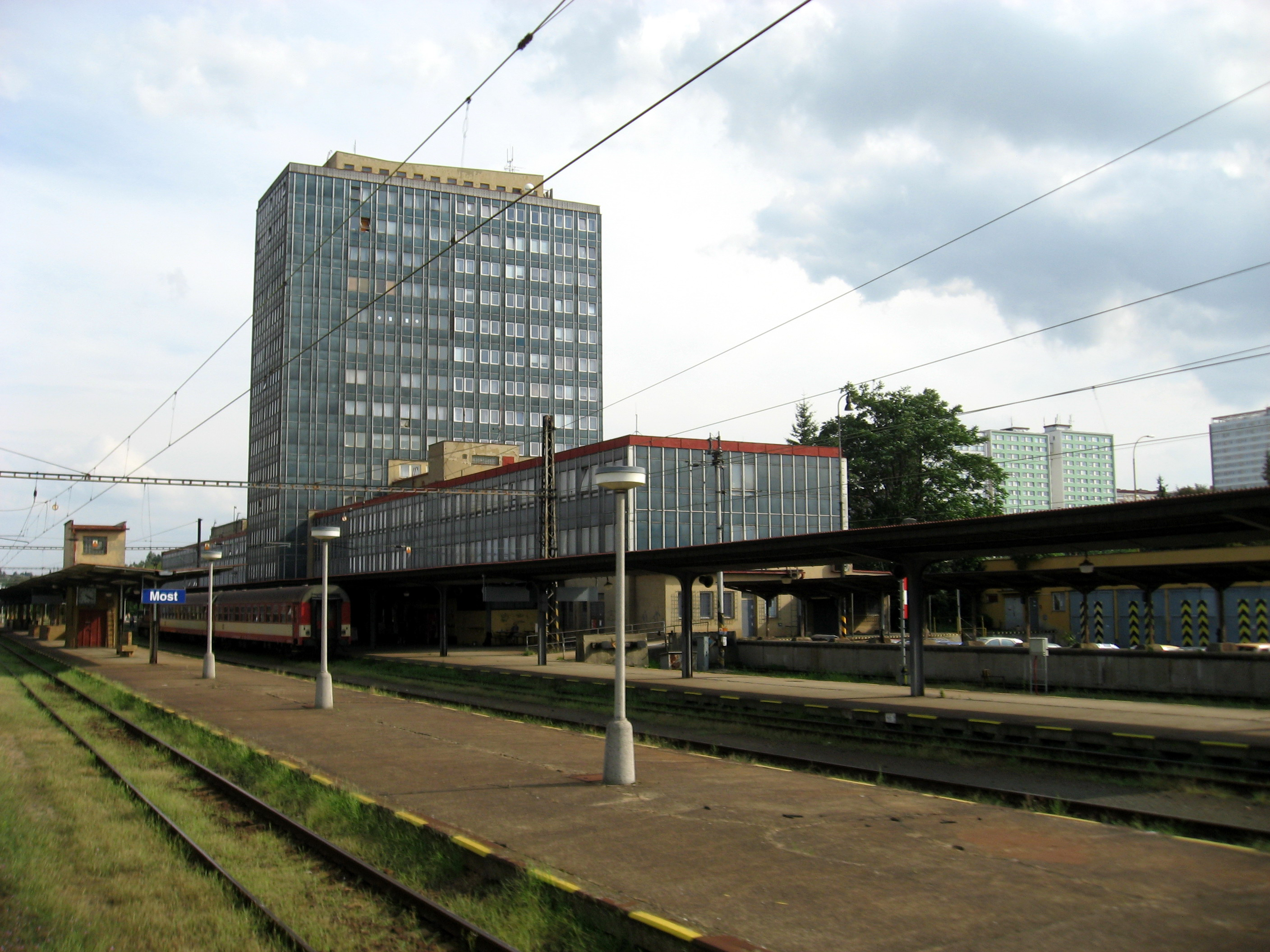
Nádraží v Mostě, stav v roce 2009

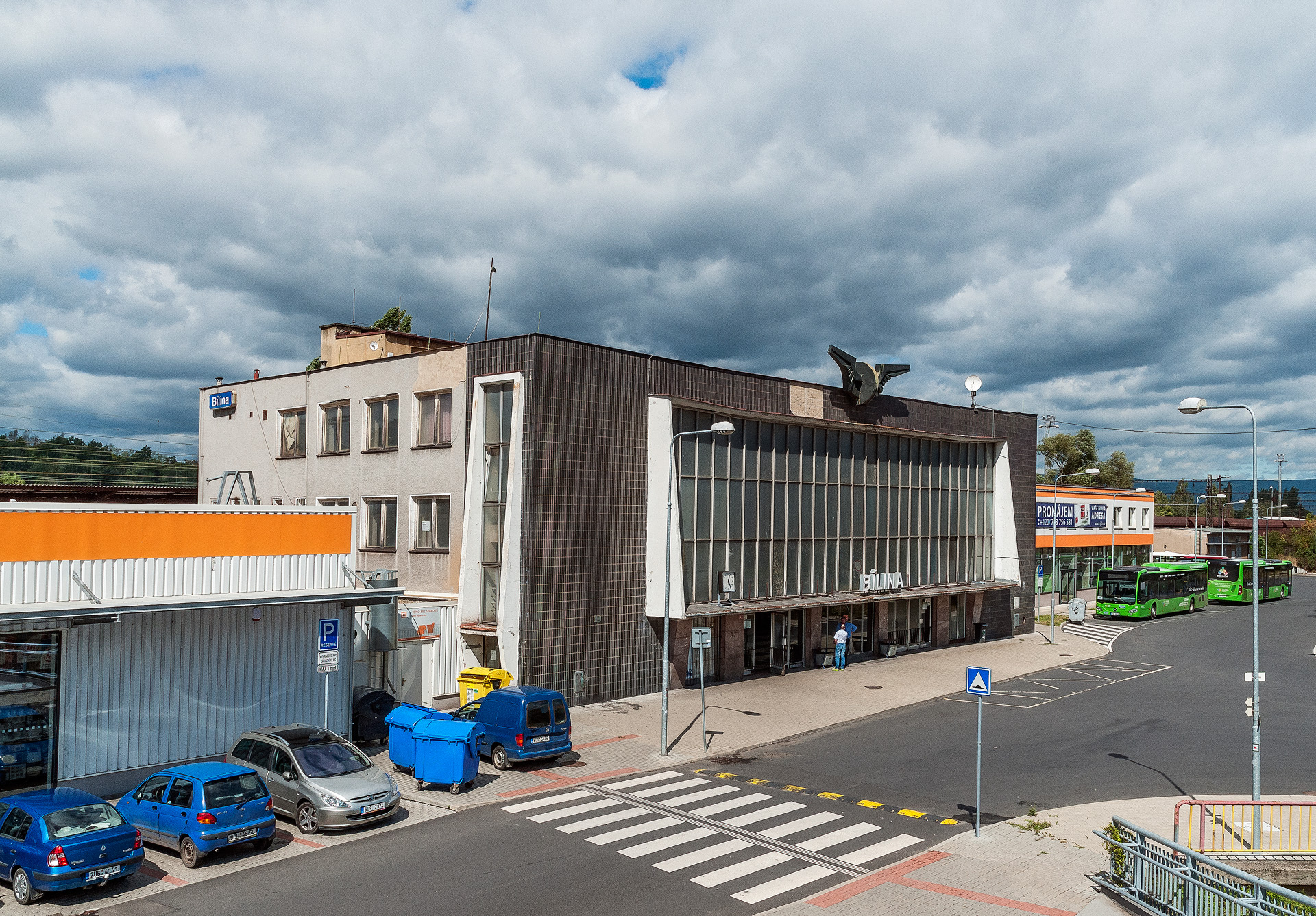
Vlakové nádraží v Bílině

Množství přestaveb a nejrůznějších změn trasování s sebou přineslo v některých případech i nutnost demolice původních nádraží a vzniku nových na jiném místě. Nejtypičtějším příkladem je stanice Most, která byla zcela zbourána a nahrazena moderním nádražím s vysokou služební budovou, v níž se nacházely byty pro železniční zaměstnance a jejich rodiny. Cestujícím celá stanice slouží od roku 1977.

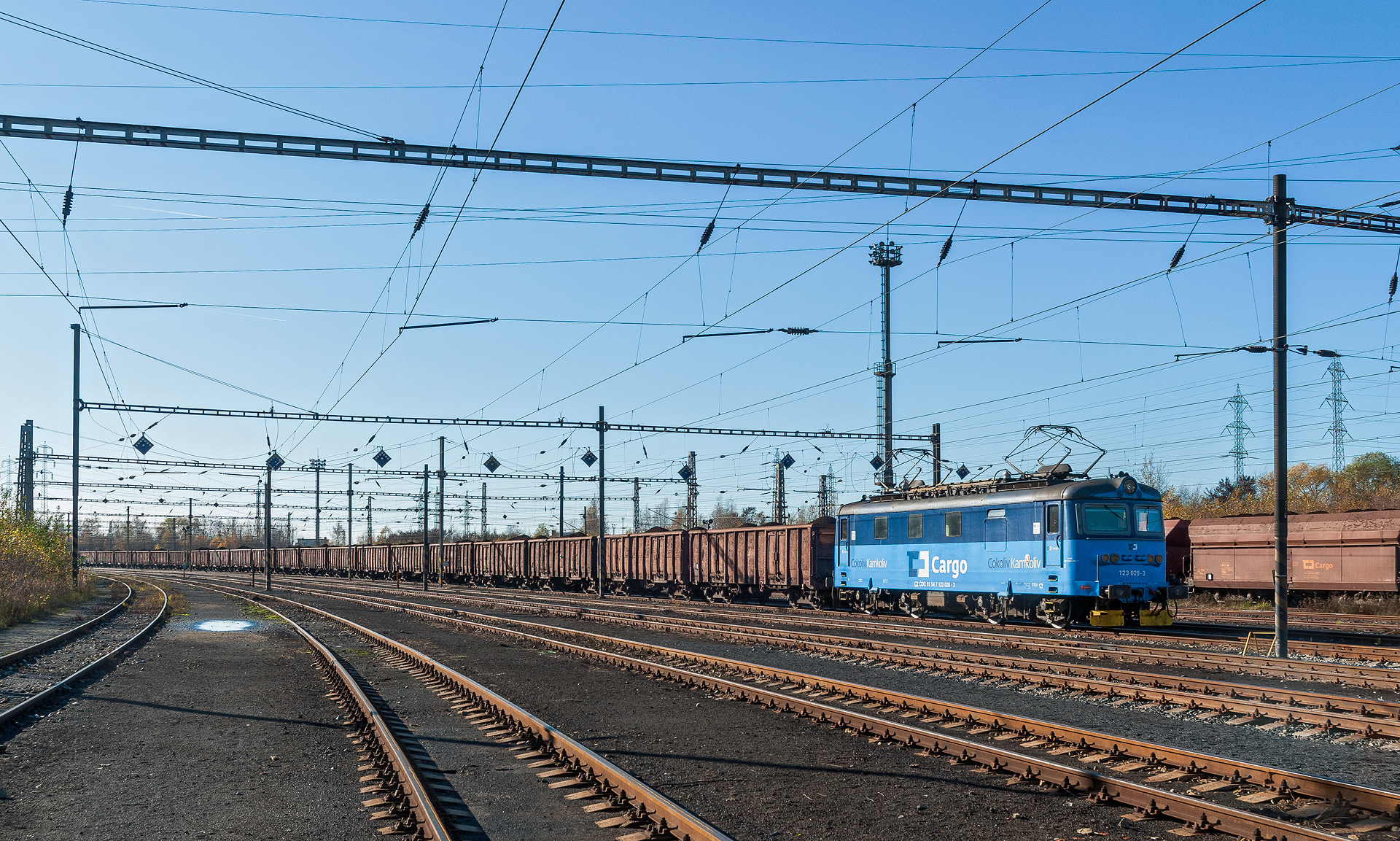
Uhelný vlak na Nádraží Washington

Podobný osud potkal nádraží v Bílině, doslouživší v roce 1968 (v souvislosti s přeložkou okolní trati) po dokončení nové budovy, jenž je v provozu od stejného roku. Zcela změněno muselo být i zaústění tratě od Úpořin. Poslední úprava kolejiště proběhla po dostavbě třetí koleje tratě do Českých Zlatníků, kdy bylo upraveno západní zhlaví. Stará budova stála bez využití ještě do roku 2002, kdy byla po mnoha nájezdech vandalů v havarijním stavu stržena. Dalšími rekonstruovanými stanicemi se staly Chabařovice, Oldřichov u Duchcova, Třebušice a zastávky Jirkov a Chomutov město, taktéž postižené přeložkami. Vzhledem k minimu investic stojí většina z těchto budov stále v původním stavu, obvykle nepříliš reprezentativním.
Přestože byla trať v okolí Duchcova také z velké části přeložena a na kraji města vyrostla nová osobní zastávka, místní staré nádraží zůstalo zachováno především pro nákladní dopravu. Trať k němu stále existuje a je využíváno místními drobnými podnikateli k odesílání a příjmu kusových zásilek.
Zvláštní kategorií jsou stavby nákladových a seřaďovacích nádraží. V roce 1979 bylo předáno do provozu nové nádraží v Mostě, nacházející se v části Souš, jižně od rafinerie Chemopetrol. I v současnosti (2017) patří toto nádraží objemem zpracované zátěže mezi největší v Česku a jsou odtud vypravovány nákladní vlaky v mnoha relacích. Dvěma jednokolejnými spojkami je napojeno do stanic Most a Třebušice, bez nutnosti úvrati při jízdě do obou směrů. Kromě třídění vozových zásilek z celého okolí jsou zde předávány vlaky z/na vlečku chemičky a nechybí ani velké depo pro údržbu a opravy lokomotiv. Pro odvoz komořanského uhlí bylo v 70. letech také postaveno Nádraží Washington, napojené do třebušické stanice. Sem jsou pomocí důlních odklizových lokomotiv typu 27E přistavovány soupravy ložené uhlím z Úpravny uhlí Komořany, nacházející se v jeho těsném sousedství. Není bez zajímavosti, že „důlní“ zhlaví je zatrolejováno soustavou 1 500 V, zatímco zhlaví třebušické využívá drážní soustavu 3 000 V.

#### Provoz
Události, vyjmenované v předchozích odstavcích, do značné míry ovlivnily i charakter provozu na trati během čtyřiceti let socialistické éry. Díky množství přeložek se trať proti původnímu stavu o několik kilometrů prodloužila, rozdíl v délce ale byl postupně vyrovnán zvyšováním traťových rychlostí (v některých úsecích až na 120 km/h). Jízdní doba u rychlíku se tak na trase Ústí – Chomutov zkrátila zhruba na 65 minut. Zabezpečení provozu obstarává dosazený automatický blok v celé délce trati se světelnými návěstidly, na mnoha místech jsou stále k vidění původní návěstidla tzv. sovětského typu.
Až do elektrizace trati roku 1963 byla doprava většiny vlaků zajišťována výhradně parními lokomotivami a teprve poté je nahradily moderní lokomotivy elektrické; během mnoha let se zde vystřídaly především typy 121, 122, 123, 163 (vše z lokomotivního depa Ústí nad Labem) a příležitostně pražské řady 141 a 150. V roce 1974 byly do Ústí dodány první elektrické jednotky řady 460, které se uplatnily ve vytížené předměstské dopravě. Po roce 2000 ale byly přesunuty na Ostravsko a střední Moravu.
Mezi nejvýznamnější spoje, provozované na této trati, patří legendární rychlík Bezdrev (Most – České Budějovice, zrušen roku 2009) a od roku 1960 zavedený prestižní expres Karlex, spojující Prahu s Karlovými Vary. V počátcích provozu jej zajišťovaly maďarské motorové jednotky Ganz, později získal podobu klasického rychlíku taženého elektrickou lokomotivou a dnes je veden jako jeden z taktových spojů v relaci Praha – Cheb. Dalším spojem byl dálkový rychlík Valdštejn, jezdící v trase Liberec–Cheb a zrušený okolo roku 2000.

### Po roce 1989
Na vrchol své přepravní kapacity se trať dostala koncem 80. let a od té doby již objem nákladní dopravy pouze klesá. Snižující se potřeba uhlí (a tím i jeho těžba) a rozvoj kamionové dopravy má za následek útlum provozu uhelných vlaků, které jsou tak redukovány na zlomek původního množství. Snížil se také počet vlaků s ropnými produkty, směřujících z litvínovské rafinerie. Vlivem systematického zanedbávání údržby se mnoho budov dostalo do velmi špatného stavu a postupně chátrají (např. Třebušice), stanice Chabařovice byla pro osobní dopravu zrušena zcela a od roku 2008 slouží pouze pro křižování, předjíždění vlaků a odstavování nepotřebných nákladních vozů. Věžová služební budova mosteckého nádraží se postupně také vyprázdnila a obývána je pouze z malé části. Některé stanice jsou z dnešního pohledu kapacitně velmi předimenzovány (ať už se jedná o počet či délku dopravních kolejí) a přebytečné koleje jsou buď vyloučeny, nebo slouží k deponii vozů.

## Současnost

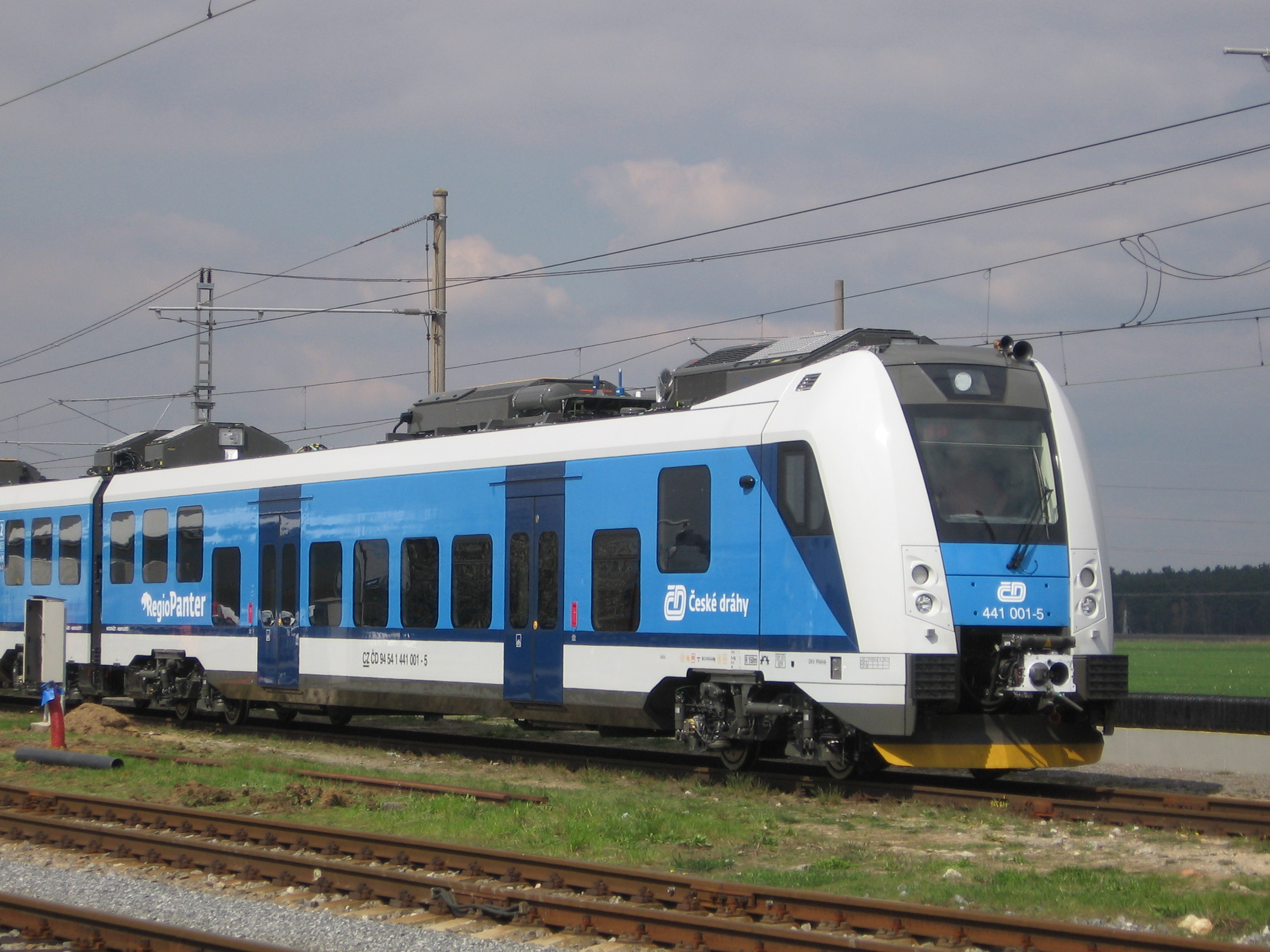
Jednotka RegioPanter, nasazovaná na osobní vlaky na této trati

Trať Ústí nad Labem – Chomutov patří mezi nejdůležitější tratě v oblasti severozápadních Čech a díky svému významu je zařazena i do sítě tzv. celostátní dráhy. I přes výrazný pokles nákladní dopravy po roce 1990 patří stále po této stránce k tuzemskému nadprůměru právě díky přepravě uhlí. Ucelené vlaky jsou vedeny z Třebušic do elektrárny Chvaletice a tepláren (např. v Mladé Boleslavi, Příbrami, Zlíně a dalších) a mnoho malých zákazníků odebírá jednotlivé vozové zásilky. Tranzitují tudy také uhelné vlaky ze sokolovské pánve, směřující k odběratelům na východ. Stabilní je i doprava paliv a maziv z rafinerie Unipetrol RPA v Záluží, stejně jako řada dalších přeprav. Vyskytuje se zde též mnoho soukromých dopravců – kromě státního ČD Carga jde o firmy Unipetrol Doprava, SD – Kolejová doprava, PKP Cargo International, IDS CARGO a další.
Provoz na trati roste především na straně osobní dopravy – zaveden je celodenní hodinový takt osobních vlaků linky U1 Děčín – Kadaň předměstí Dopravy Ústeckého kraje (každé dvě hodiny do Chomutova, v pracovní dny až do Kadaně-Prunéřova). Na tyto vlaky jsou nasazeny nové moderní jednotky RegioPanter, dodané v roce 2012. Ve špičce jsou zavedeny i posilové vlaky, např. v relaci Ústí nad Labem – Teplice apod. Některé spoje zajíždějí v pracovní dny i do Louky u Litvínova. Dálkovou dopravu zajišťují rychlíky Praha–Cheb, jezdící ve dvouhodinovém taktu s lokomotivami řady 362/363. Do května 2021 se má trasa mezi Oldřichovem u Duchcova a Bílinou modernizovat a maximální rychlost má dosáhnout 100 až 140 km/h.

## Stanice a zastávky

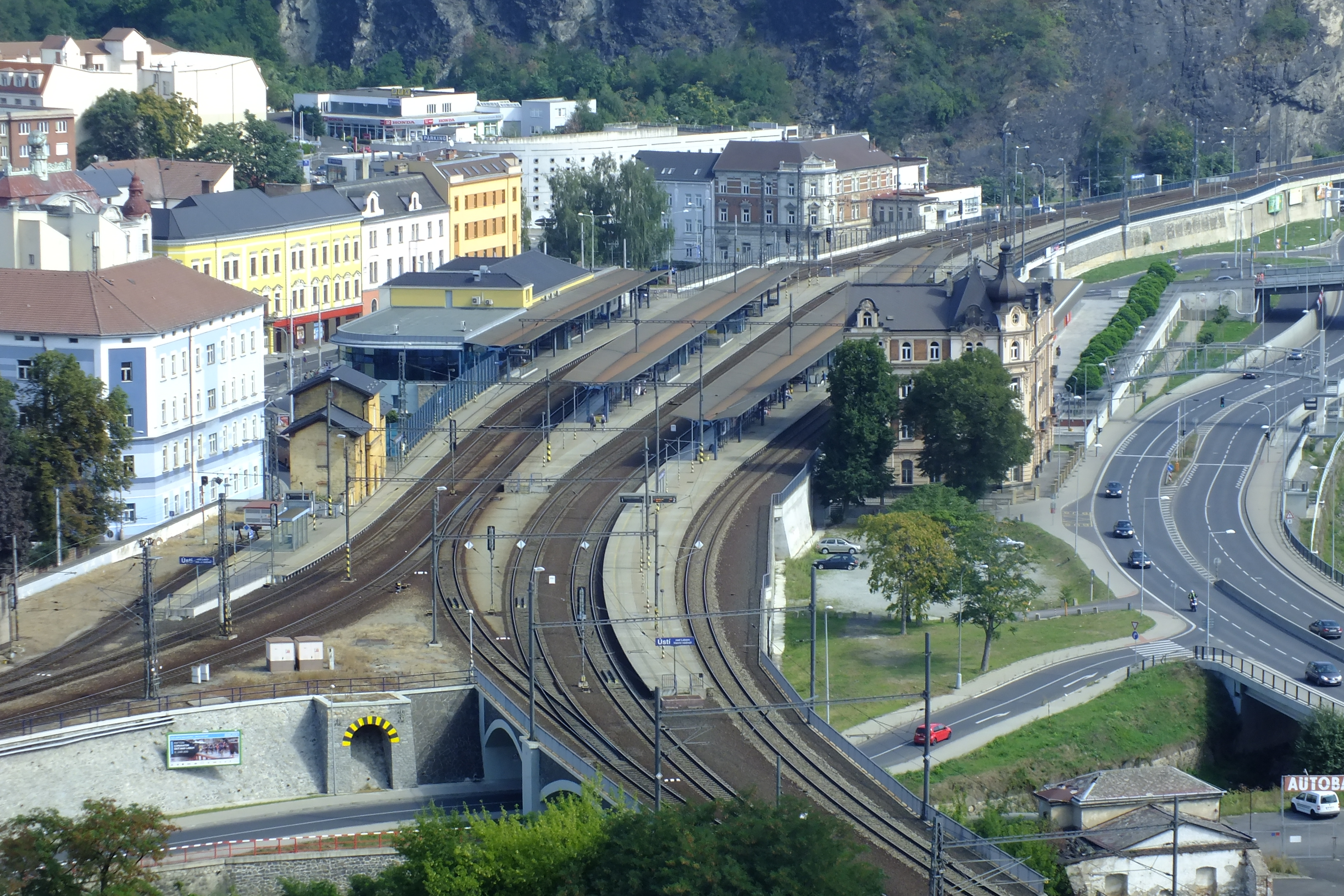
Ústí nad Labem hl. n.
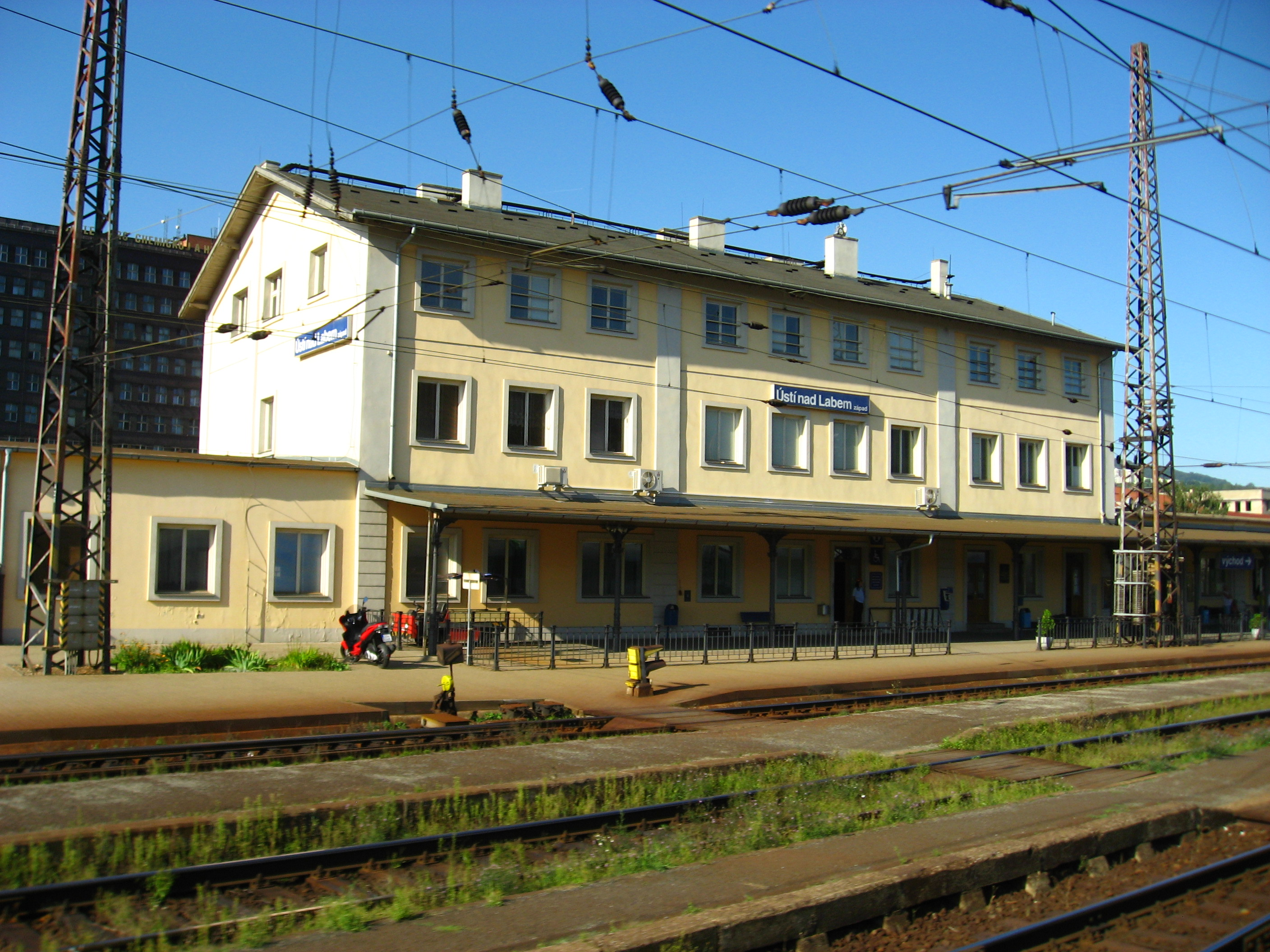
Ústí nad Labem západ
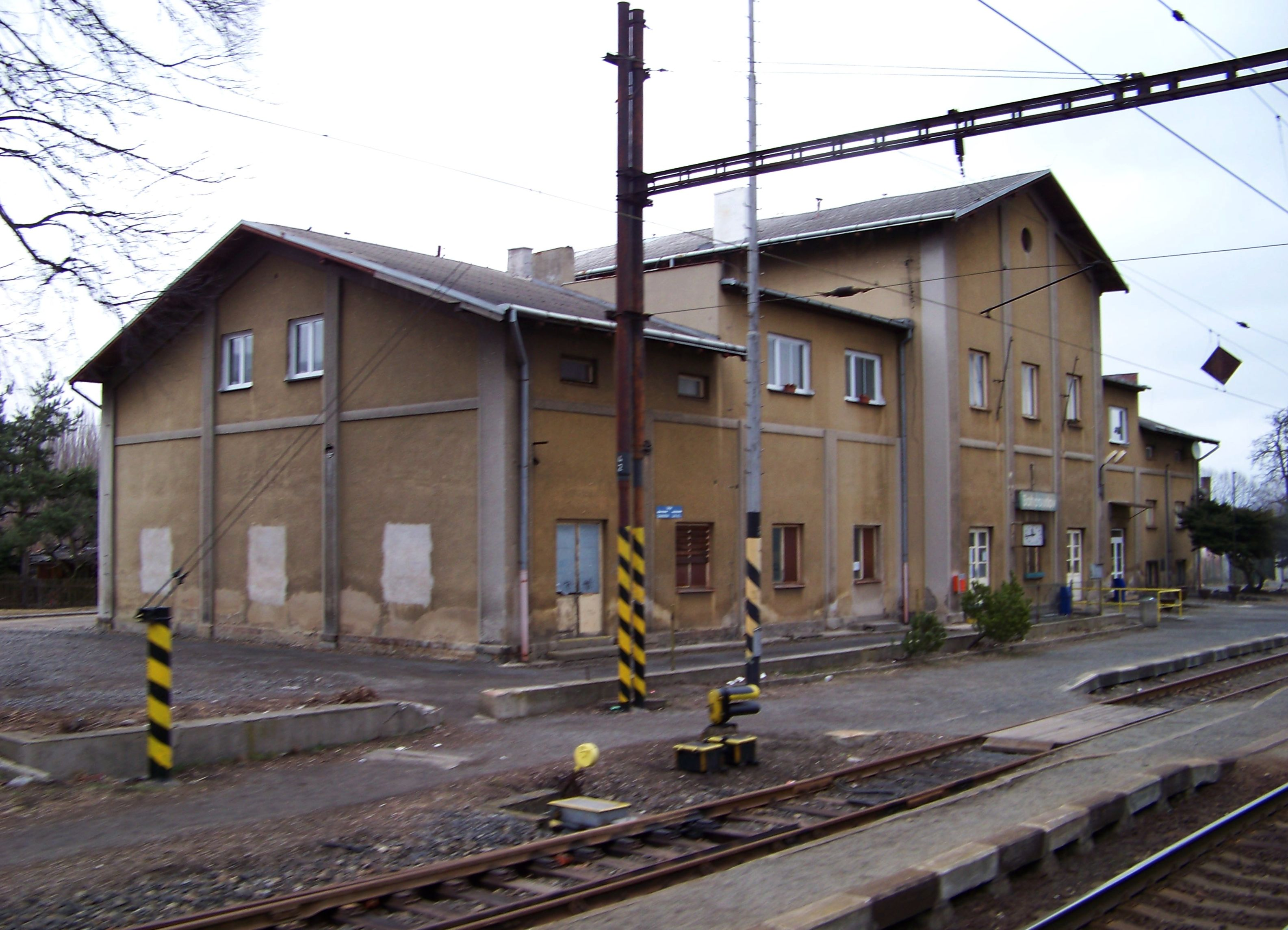
Krupka-Bohosudov
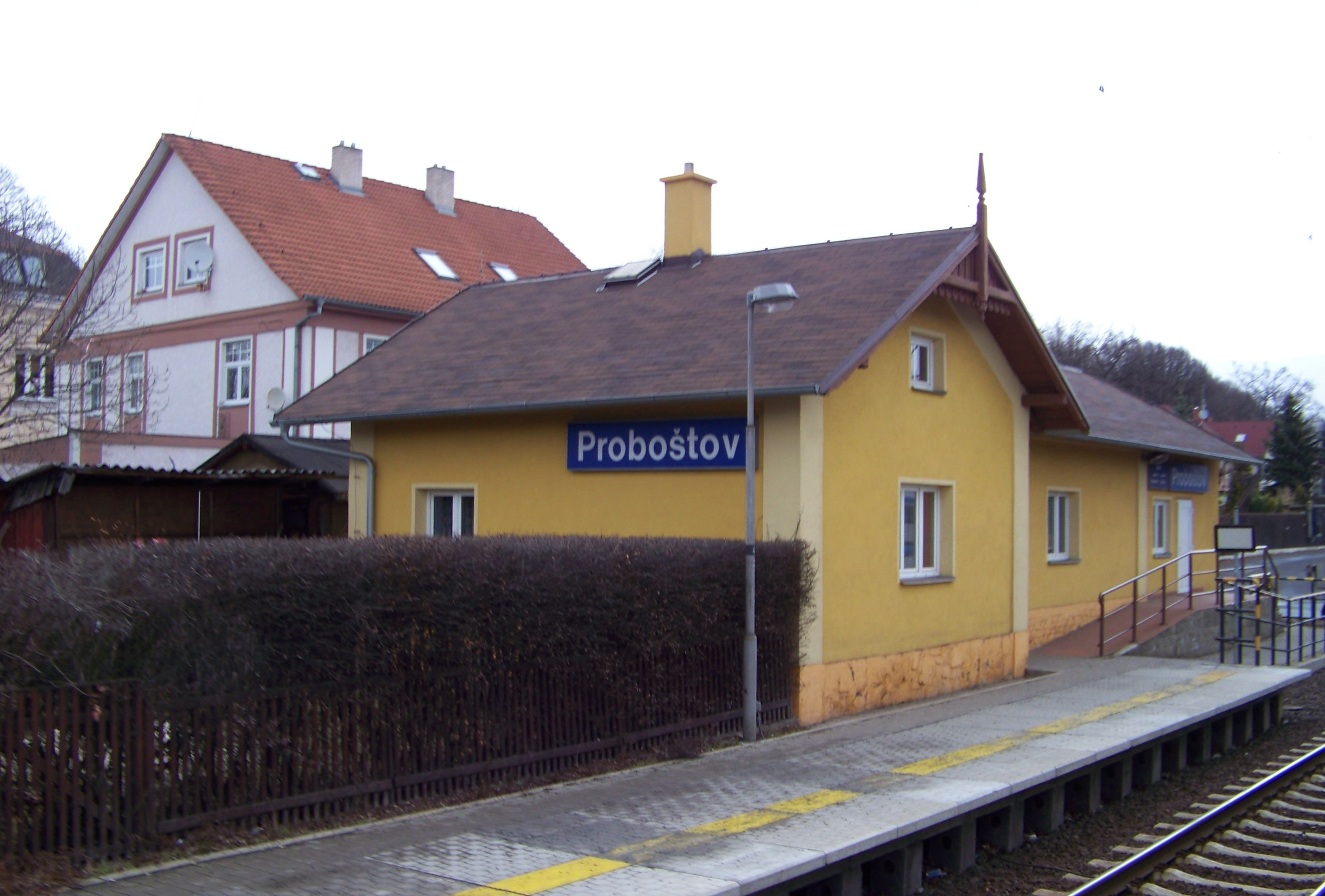
Proboštov
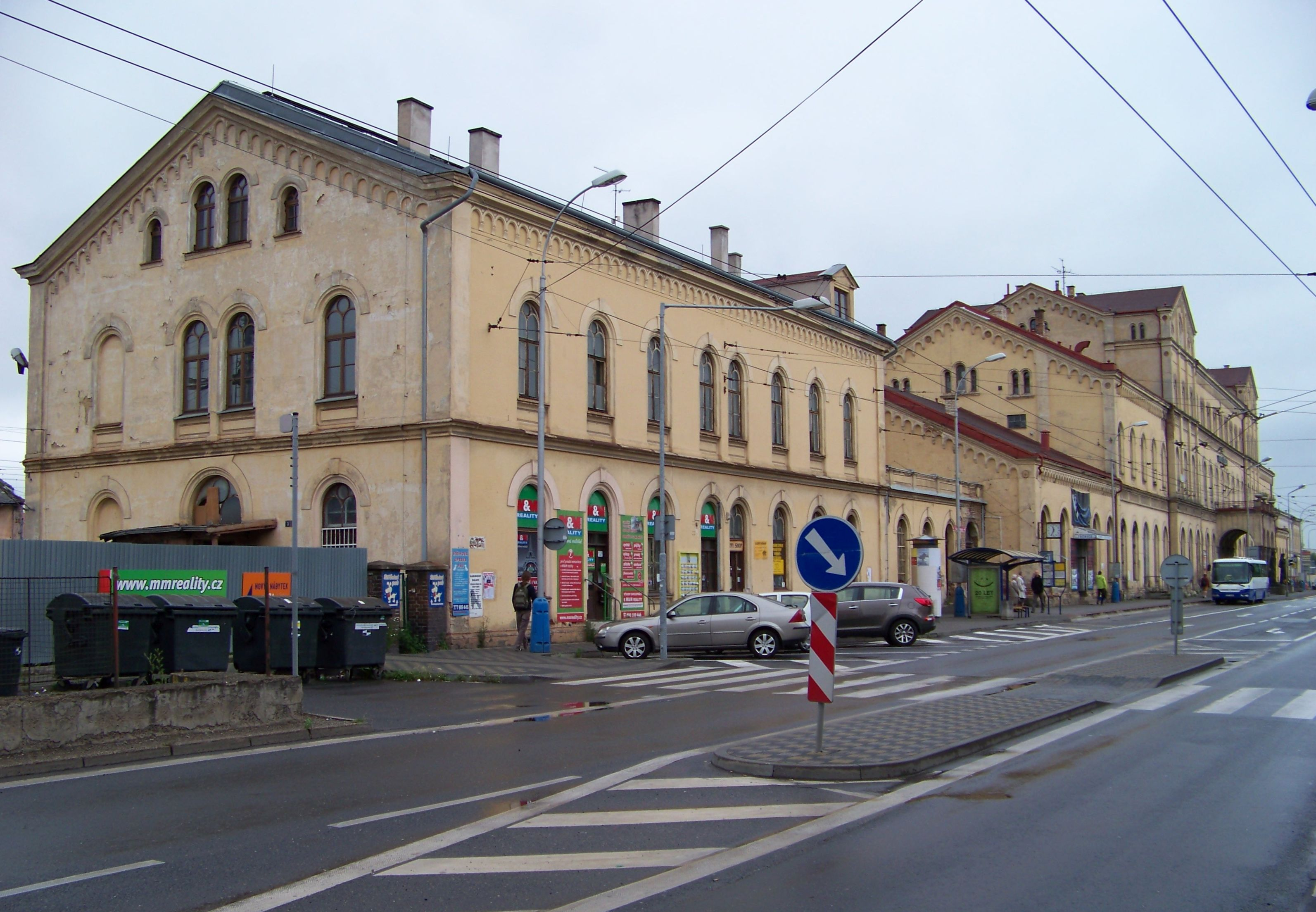
Teplice v Čechách
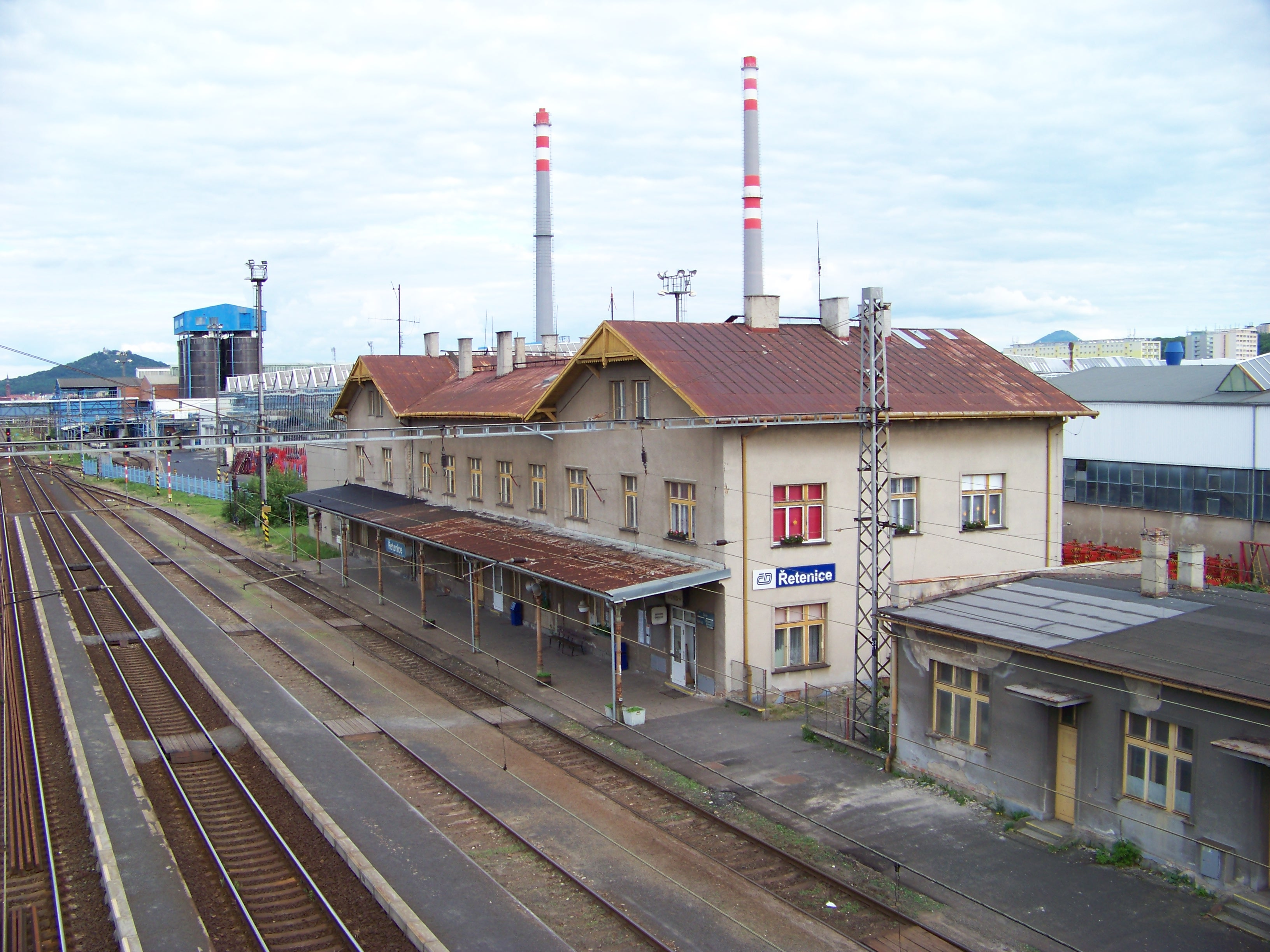
Řetenice
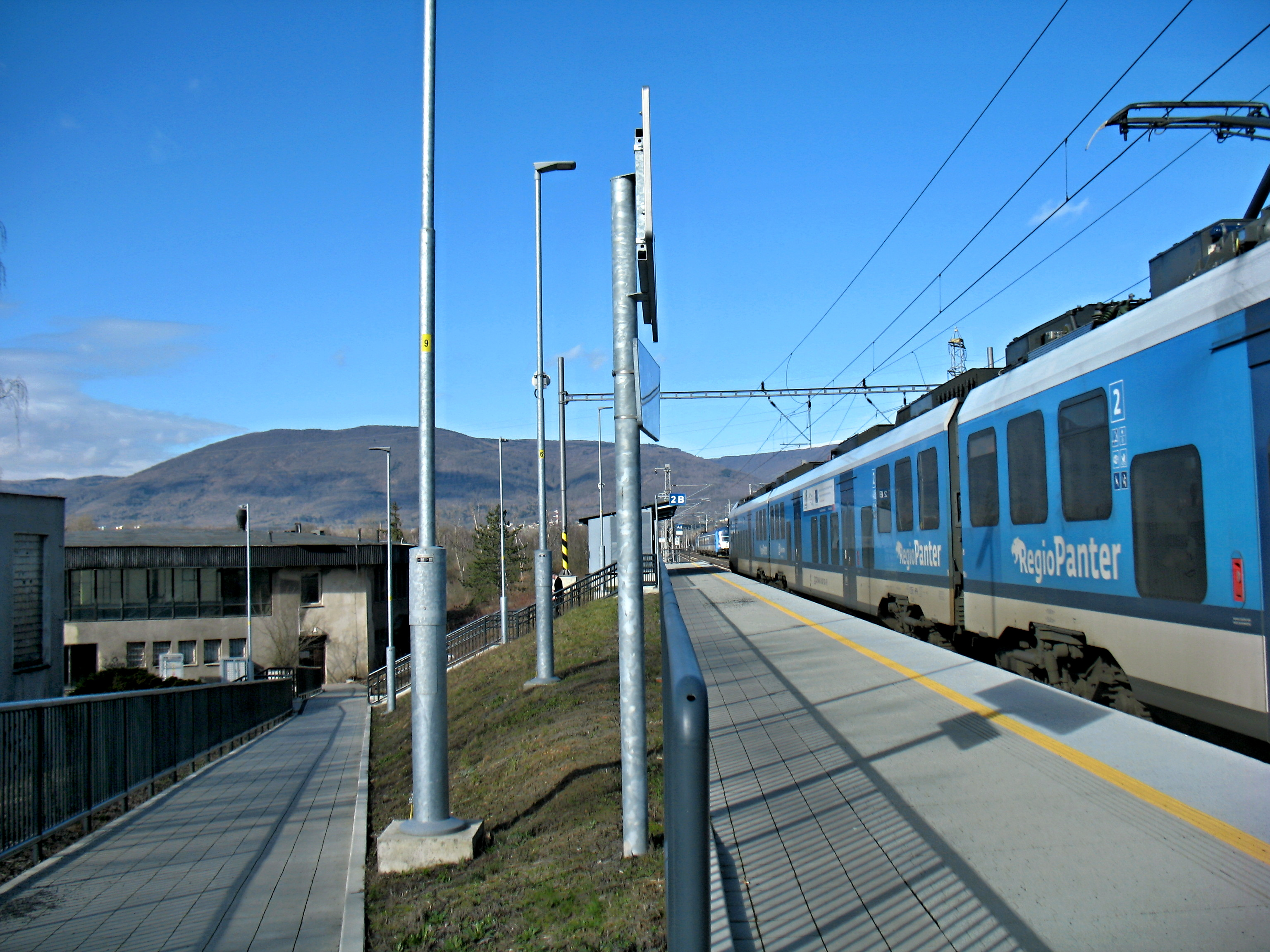
Duchcov
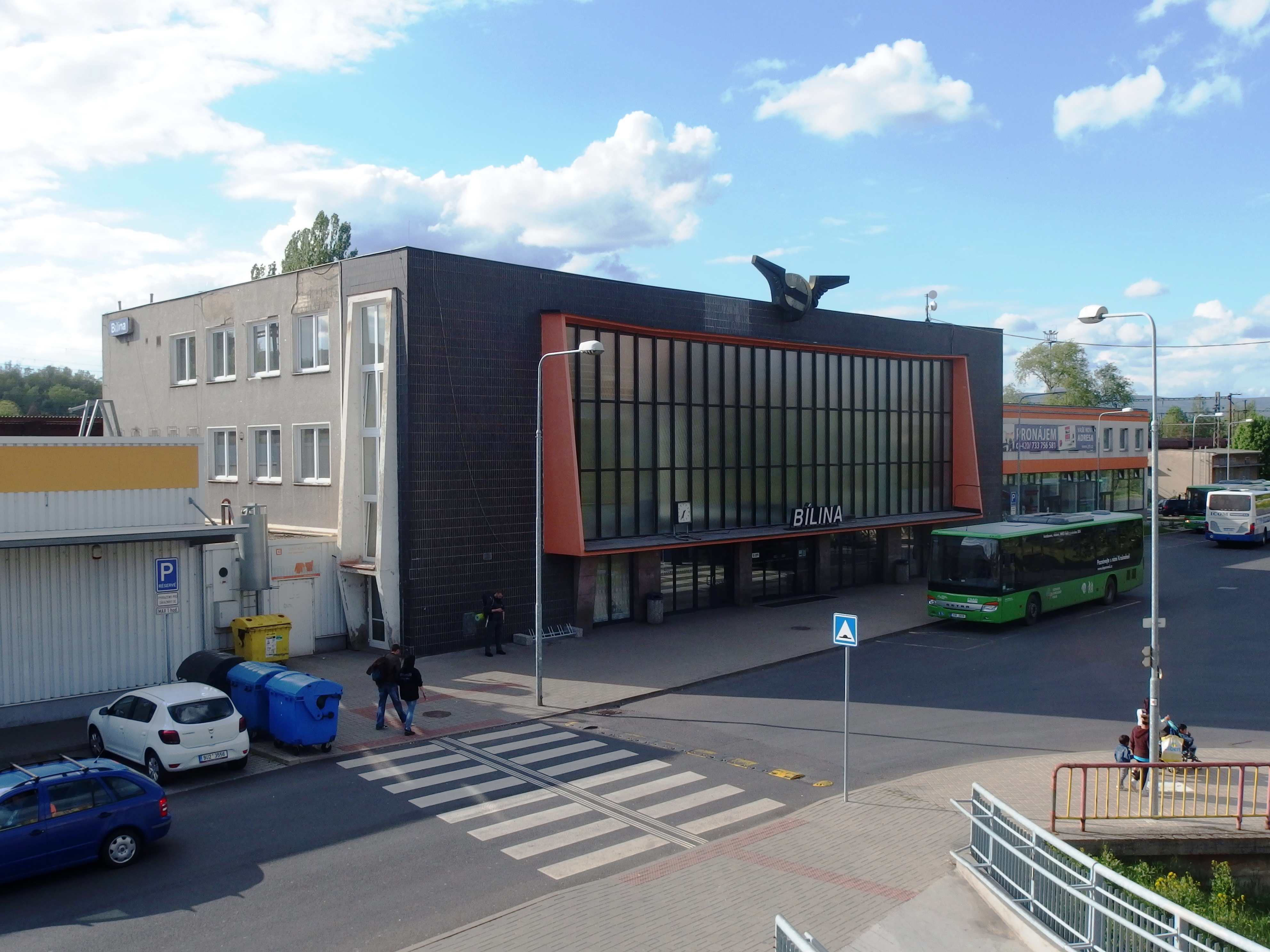
Bílina
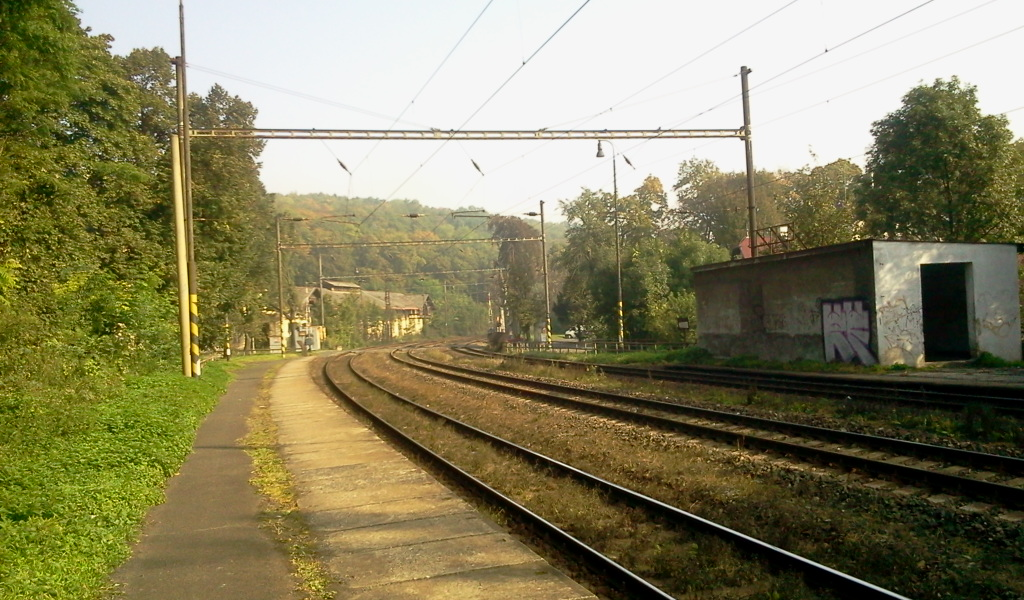
Bílina kyselka
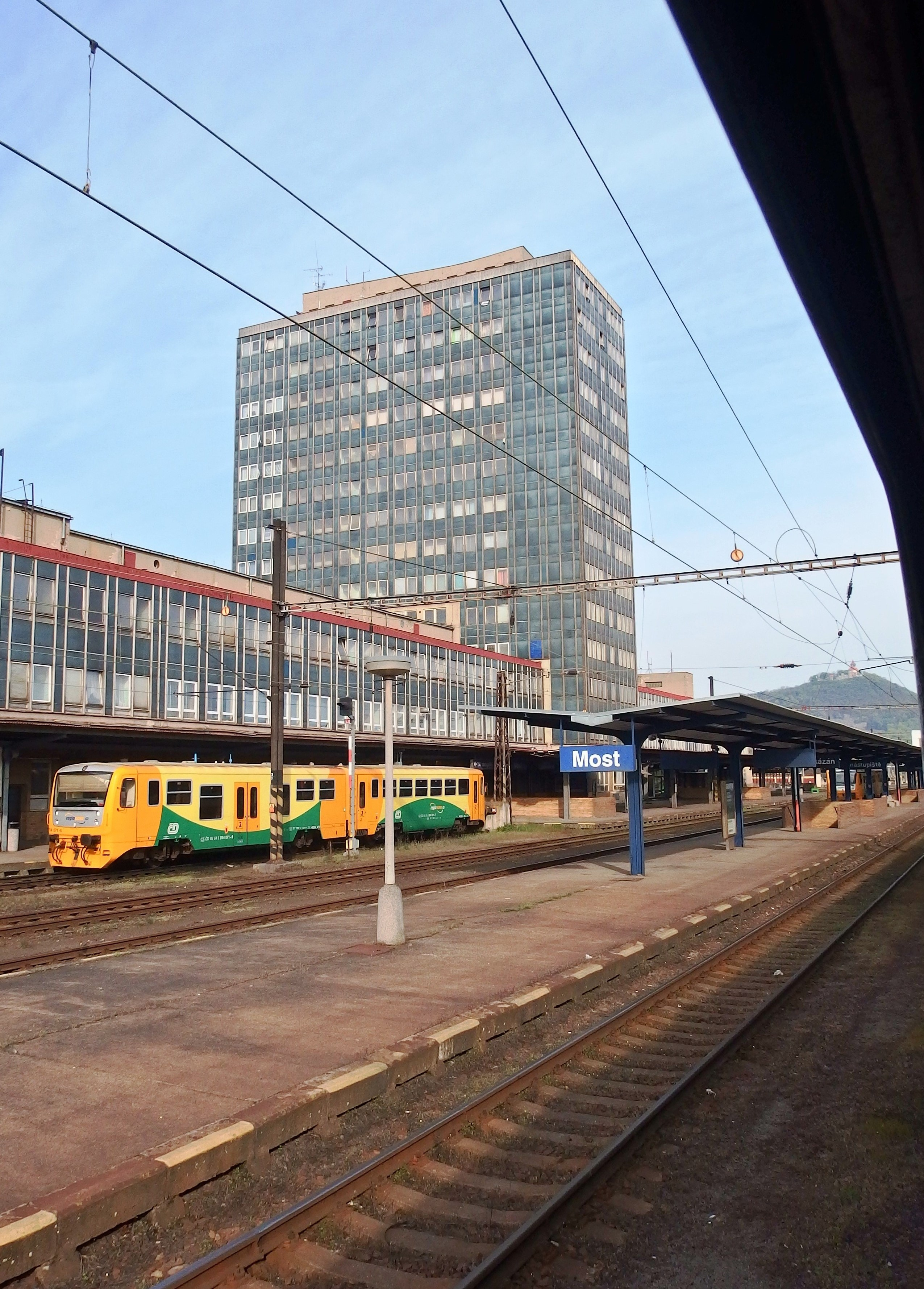
Most
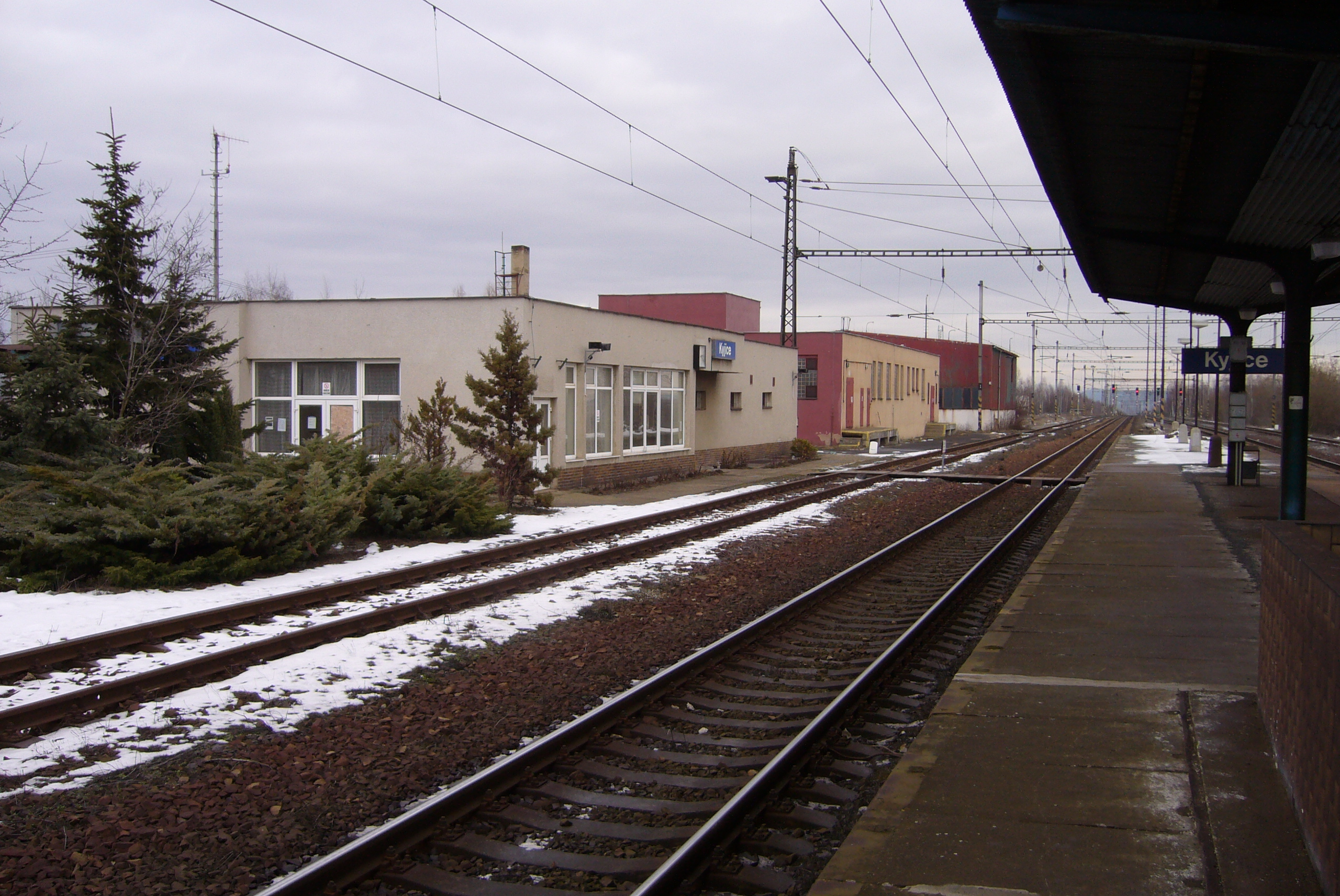
Kyjice
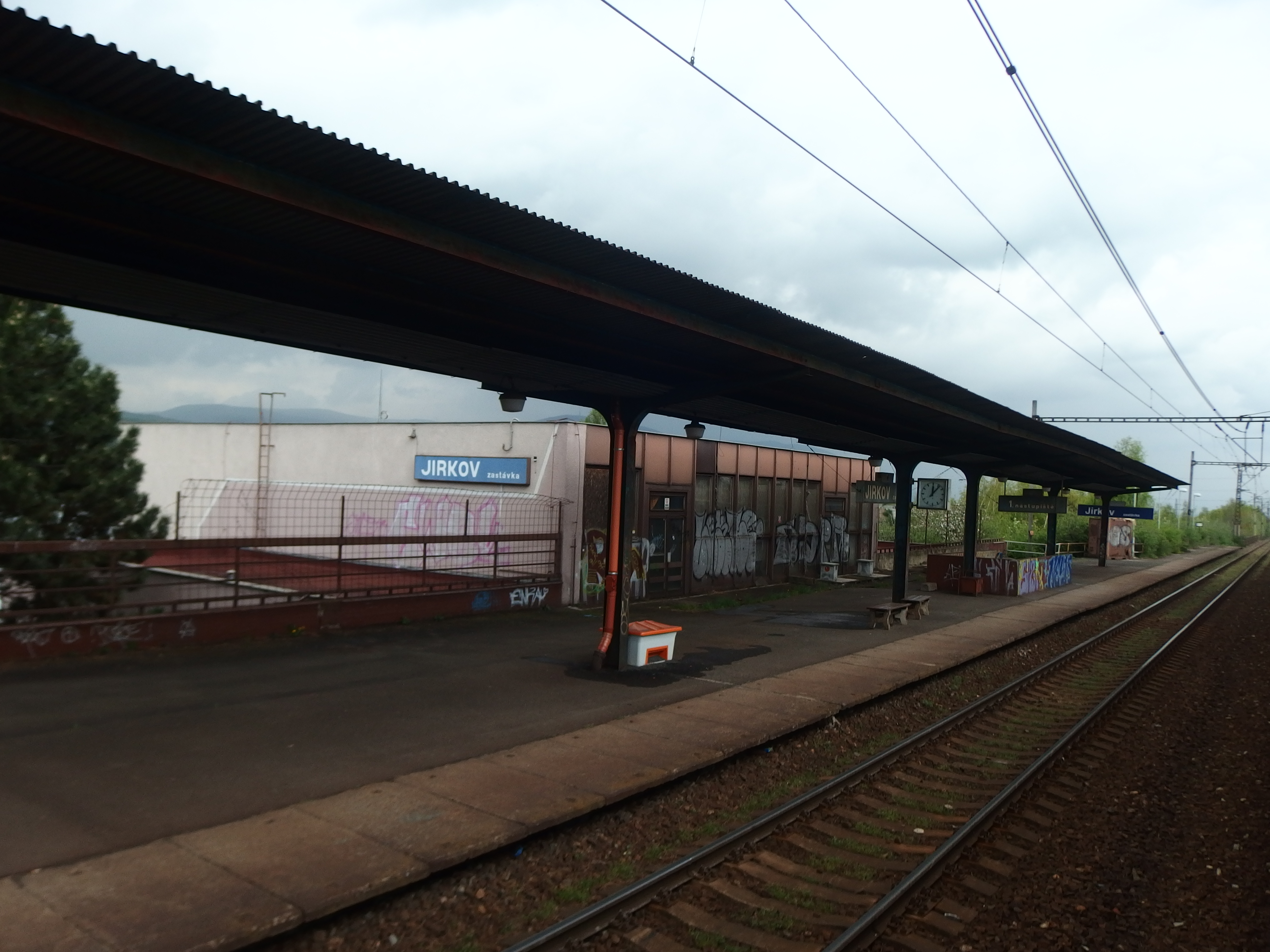
Jirkov zastávka
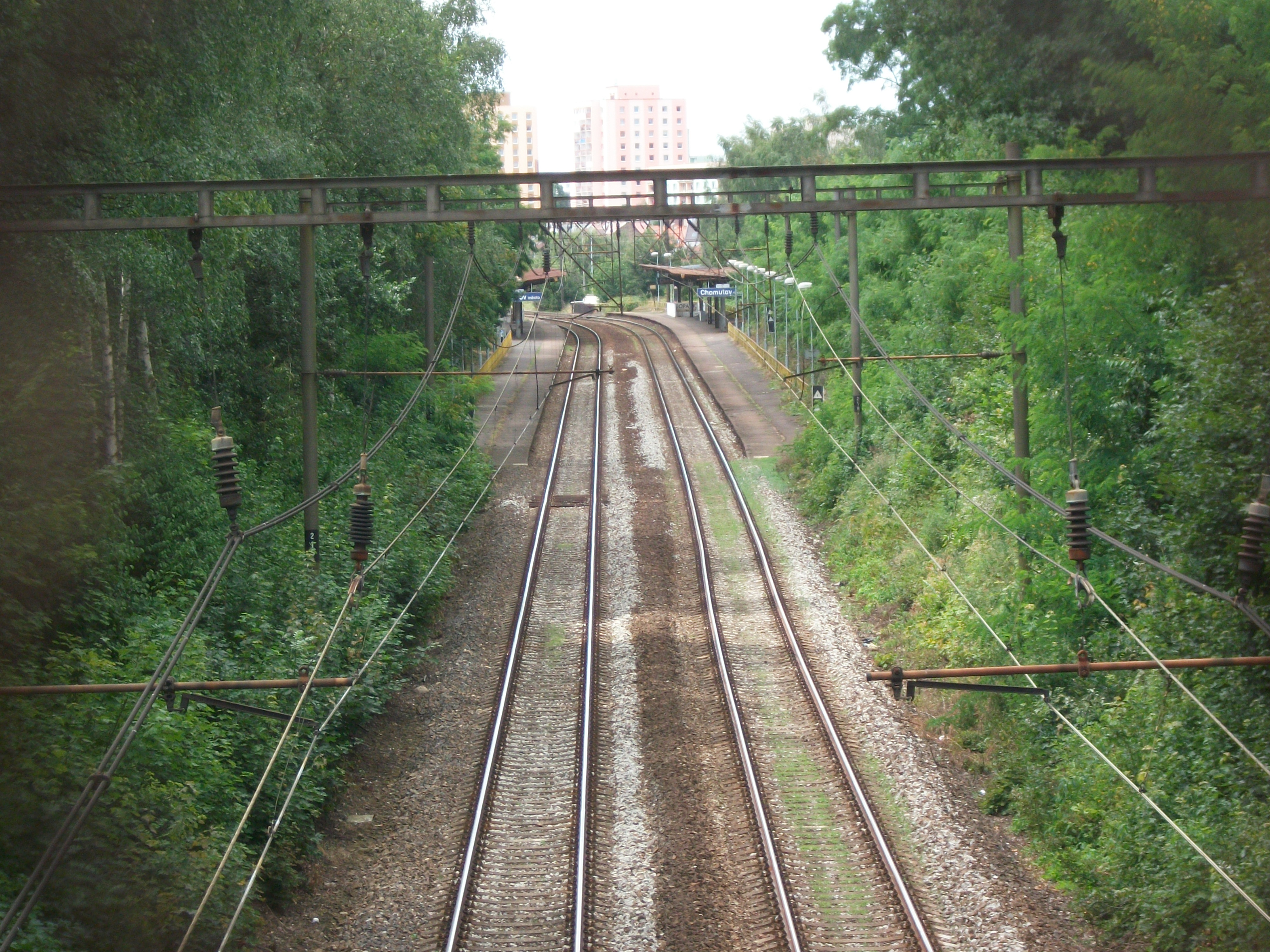
Chomutov město
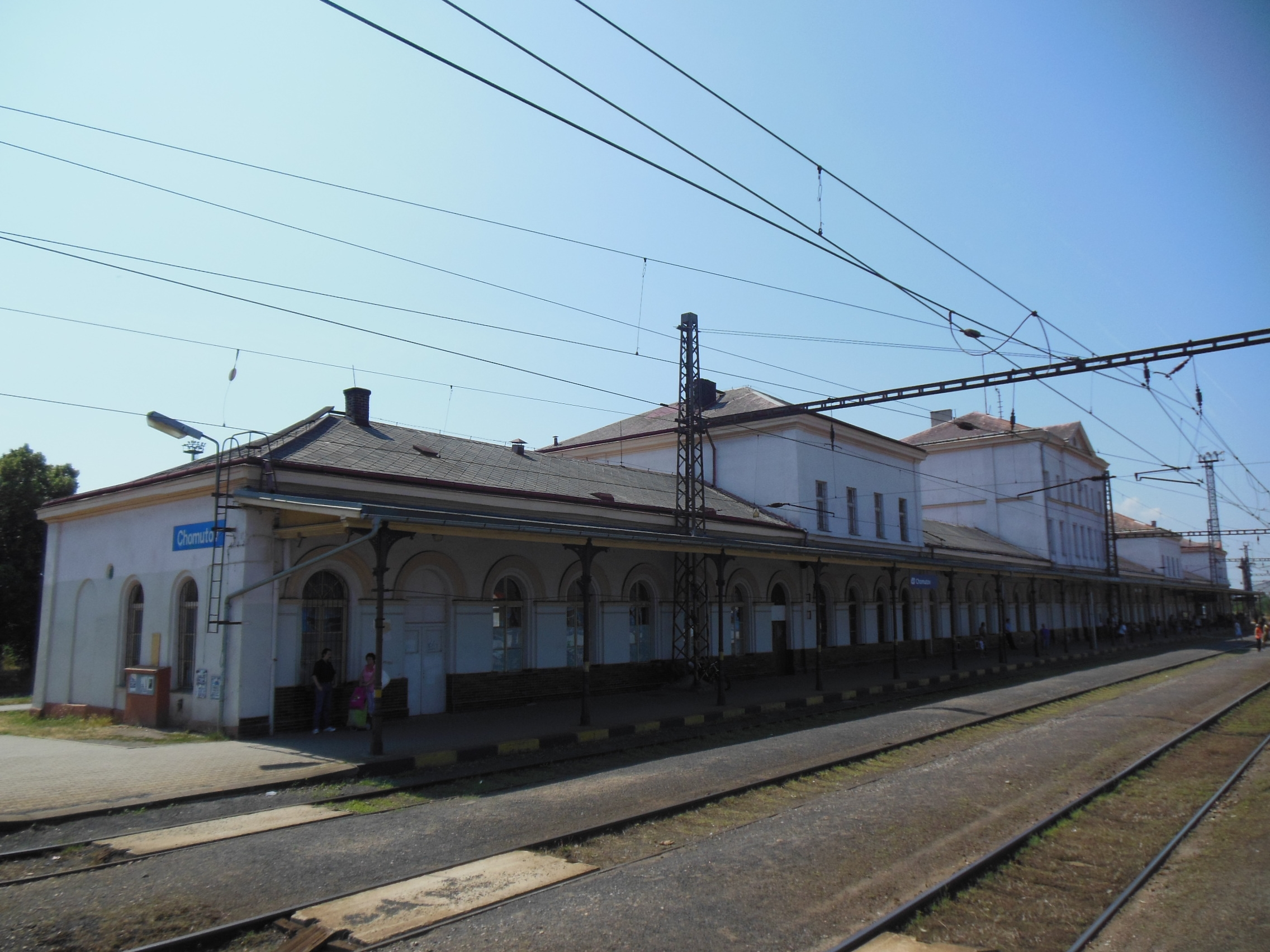
Chomutov